# Emmanuel Mouret
Emmanuel Mouret (Marsella, 30 de junio de 1970) es un actor, director de cine y guionista francés.

## Biografía
Mouret nació el 30 de junio de 1970 en Marsella, Región de Provenza-Alpes-Costa Azul, Francia. Se graduó por La Fémis (9ª promoción).

## Filmografía

### Actor
- Caresse - 1998
- Promène-toi donc tout nu!  - 1999, como Clément
- Laissons Lucie faire!  - 2000, como Lucien
- Vénus et Fleur - de 2004, como joven del césped
- Changement de direction - 2006, como David
- On baiser s'il vous plaît - 2007, como la de Nicolas
- Les bureaux de Dieu - 2008, como Pierre
- Fais-moi plaisir!  - 2009
- L'Art d'aimer - 2011
- Caprice - 2015.[2][3]

### Director y guionista
- Caresse - 1998
- Promène-toi donc tout nu!  - 1999
- Laissons Lucie faire!  - 2000
- Vénus et Fleur - 2004
- Changement de direction - 2006
- Un baiser s'il vous plaît - 2007
- Les bureaux de Dieu - 2008
- Fais-moi plaisir! - 2009
- L'Art d'aimer - 2011
- Une autre vie - 2013
- Caprice - 2015
- Señorita J - 2018
- Las cosas que decimos, las cosas que hacemos - 2020
- Chronique d’une liaison passagère- 2022

## Premios
Premios César
| Año  | Categoría            | Película                                     | Resultado |
| ---- | -------------------- | -------------------------------------------- | --------- |
| 2019 | Mejor adaptación     | Señorita J                                   | Nominado  |
| 2021 | Mejor película       | Las cosas que decimos, las cosas que hacemos | Nominado  |
| 2021 | Mejor director       | Las cosas que decimos, las cosas que hacemos | Nominado  |
| 2021 | Mejor guion original | Las cosas que decimos, las cosas que hacemos | Nominado  |

- 2006 Festival de Cine de Tokio.[4]